# Sami Yli-Sirniö
Sami Yli-Sirniö (10 de abril de 1972) é um guitarrista finlandês que passou parte de sua vida na Alemanha, onde entrou para a banda de thrash metal Kreator. Também faz parte do grupo Waltari.

## Discografia

### Waltari
- Monk-Punk (1991)
- Torcha! (1992)
- Soc Fine! (1994)
- Big Bang (1995)
- Rare Species (2004)
- Blood Sample (2005)
- Release Date (2007)
- Below Zero (2009)
- Covers All (2011)[1]
- You are Waltari (2015)

### Kreator
- Violent Revolution (2001)
- Enemy of God (2005)
- Hordes of Chaos (2009)
- Phantom Antichrist (2012)
- Gods os Violence (2017)